# Association d'échecs de Tanzanie
L'Association d'échecs de Tanzanie (en anglais : Tanzania Chess Association) est l'organisme qui a pour but de promouvoir la pratique des échecs en Tanzanie. Elle est affiliée à la Fédération internationale des échecs depuis 1984.